# Рейнфорд Калаба
Рейнфорд Калаба (на английски: Rainford Kalaba; 14 август 1986, Китве-Нкана) е замбийски футболист, полузащитник от отбора ТП Мазембе и националния отбор на страната.

## Кариера

### Клубна
Футболната си кариера Рейнфорд започва в местните клубове – Африспорт и Китве Юнайтед. По-късно заминава за Франция, където играе за втория отбор на Ница. След завършването на сезона се завръща в родината си, в ЗЕСКО Юнайтед. С този отбор Калаба печели шампионата на Замбия и става носител на купата на страната и купа Кока-Кола. От 2008 до 2010 г. Рейнфорд играе в Португалия, за Спортинг (Брага), Жил Висенте и Униао Лейрия. В последните два отбора Калаба е под наем, а във Спортинг изиграва само един мач. На 6 август 2009 г., в 3-тия квалификационен кръг на Лига Европа, той влиза като смяна на Родриго Посебон. През 2010 г. играчът преминава в Замалек, а от 2011 г. е в ТП Мазембе.

### За националния отбор
В националния отбор на Замбия, Рейнфорд Калаба дебютира през 2005 г. Играе в четири Купи на африканските нации. През 2012 г. става шампион на Африка. На този турнир той изиграва 6 мача и отбелязва 1 гол. Във финалния мач, спечелен след дузпи над Кот д’Ивоар, Рейнфорд пропуска единадесетметровия удар.

## Постижения

### Клубни
ЗЕСКО Юнайтед
- Носител на Купата на Замбия: 2006
- Шампион на Замбия: 2007
- Носител на Купа Кока Кола: 2007

### С националния отбор
Замбия
- Победител в Купата на африканските нации: 2012